# Indium(III)-tellurid
Indium(III)-tellurid ist eine anorganische chemische Verbindung des Indiums aus der Gruppe der Telluride.

## Gewinnung und Darstellung
Indium(III)-tellurid kann durch Reaktion von Indium mit Tellur gewonnen werden.
{\displaystyle \mathrm {2\ In+3\ Te\longrightarrow In_{2}Te_{3}} }

## Eigenschaften
Indium(III)-tellurid ist ein schwarzer, harter, spröder Feststoff. Von diesem sind zwei Formen mit kubischen Kristallstrukturen und der Raumgruppe F43m (Raumgruppen-Nr. 216) bekannt. Die Niedertemperaturform wandelt sich bei 610 °C in die Hochtemperaturform um.
Indium(III)-tellurid ist in seiner flüssigen Phase eine der wenigen Flüssigkeiten, die eine ähnliche Dichteanomalie wie Wasser aufweisen. Das Dichtemaximum befindet sich bei etwa 867 °C, wobei sich in der Flüssigkeit Domänen bilden, deren Dichten um weniger als 5 % voneinander abweichen können (im Bereich 900–1500 K). Die Domänen unterscheiden sich darin, ob sie eine Kristallstruktur aufweisen oder nicht. Sie haben einen Durchmesser von etwa 11 Å und enthalten ca. 30 Atome.
Die Dichteanomalie stellt sich wie folgt dar:
| Temperatur [°C] | Dichte [g·cm−3] |
| --------------- | --------------- |
| 675             | 5,526           |
| 700             | 5,532           |
| 725             | 5,534           |
| 750             | 5,539           |
| 775             | 5,547           |
| 800             | 5,554           |
| 825             | 5,557           |
| 850             | 5,557           |
| 875             | 5,557           |
| 900             | 5,552           |
| 925             | 5,547           |
| 950             | 5,538           |
| 975             | 5,528           |
| 1000            | 5,516           |